# 斯維寧·哈康松

根據挪威王列傳斯瓦爾巴戰役之後的分治, 顯示埃里克·哈康松（斯維寧同父異母兄弟） (成為斯文的一個封地)、 斯維寧·哈康松成為 奧洛夫的一個封地) 及八字鬍斯文的統治地區

斯維寧·哈康松（古諾斯語：Sveinn Hákonarson，挪威語：Svein Håkonsson)，？—約1016年），挪威總督（1000年－1015年）及拉德伯爵。斯維寧·哈康松是名義上的挪威國王被稱為哈康伯爵的哈康·西居爾松（970年－995年）的兒子。他與其兄弟埃里克·哈康松共同統治挪威（1000年－約1015年）。第一次提到他是有關於約龍阿沃格戰役，挪威王列傳記載他當時指揮60艘船艦。於1000年的斯瓦爾巴戰役之後，斯維寧與他同父異母兄弟埃里克·哈康松成為挪威的共同統治者。1014年，埃里克前往英格蘭遠征後，斯維寧與侄兒哈康·埃里克森共同統治挪威。1015年，奧拉夫二世·哈拉爾松抵達挪威並獲得王位。他在內斯哈爾戰役中擊敗了斯維寧·哈康松及其盟友。斯維寧·哈康松撤退到瑞典，打算召集一支部隊重新佔領挪威，但是他在反攻前因病逝世。
斯維寧·哈康松與瑞典國王奧洛夫·舍特康努格的女兒或姐妹霍姆弗里德結婚。他們有一個女兒西格里德爾，嫁給厄爾林·蕭松的兒子。另一個女兒貢希爾德與丹麥國王斯文二世結婚。
據記錄，斯維寧的王廷只有一位宮廷詩人貝爾西·斯卡托夫森，他只有很少詩歌留於後世。
提到斯維寧的文獻記載的都是在他去世150多年後寫成的。瑞典歷史學家斯塔凡·海爾伯格於1972年聲稱能夠證明斯維寧是一個虛構的人物，並且從未有此人。有關此問題的辯論構成關於12世紀和13世紀薩迦所記載的於11世紀或更早時代的歷史價值的更廣泛辯論的一部分，並且是對薩迦的懷疑論，尤其是在瑞典學術界普遍存在。對海爾伯格的結論仍是保持觀望。